# Winterovité
Winterovité (Winteraceae) je čeleď nižších dvouděložných rostlin z řádu kanelotvaré (Canellales). Jsou to dřeviny s velkými, tuhými, střídavými listy a drobnějšími květy. Květy mají některé znaky které jsou považovány za starobylé, ve dřevě chybějí pravé cévy. Čeleď zahrnuje asi 100 druhů v 5 rodech a je roztroušeně rozšířena zejména v horských oblastech tropů.

## Popis

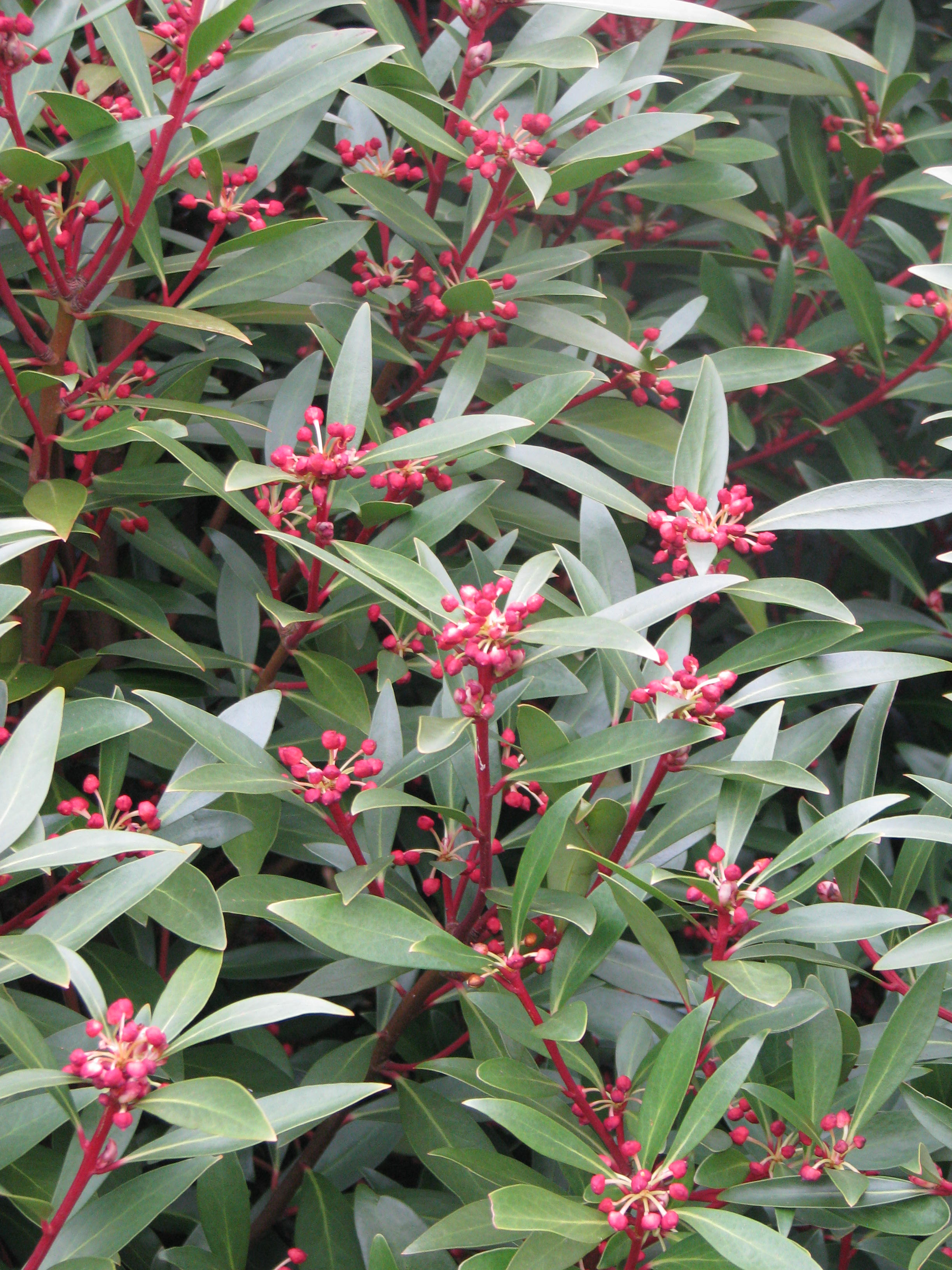
Tasmannia lanceolata

Zástupci čeledi Winteraceae jsou stálezelené dřeviny s velkými střídavými kožovitými listy bez palistů. Listy jsou celokrajné, spirálovitě uspořádané, se zpeřenou žilnatinou, na ploše čepele průsvitně tečkované siličnými žlázkami, aromatické. Průduchy jsou překryté voskem, což je u tropických rostlin neobvyklý jev. Rostliny jsou většinou lysé. Ve stoncích jsou trilakunární nody. Dřevo je homoxylické, tj. bez cév, pouze s protáhlými, úzkými cévicemi. Květy jsou velké, téměř spirální, oboupohlavné, s krátkým receptákulem, uspořádané v koncových nebo úžlabních vrcholičnatých květenstvích, řidčeji redukovaných na jediný květ. Kalich je složen ze 2 až 4 volných či srostlých lístků. korunních lístků je obvykle 5 až mnoho, řidčeji méně, a jsou volné. Tyčinek je 15 až mnoho, jsou volné, s plochou nitkou s 1 centrální žilkou. Gyneceum je apokarpní, svrchní, složené z 1 až mnoha volných plodolistů. Plodolisty jsou na okraji již srostlé, blizna sbíhá po okraji plodolistu nebo je téměř hlavatá. V každém pestíku je 1 až několik vajíček, placentace je laterální. Plodem je souplodí měchýřků či bobulí, které u některých zástupců druhotně srůstají.

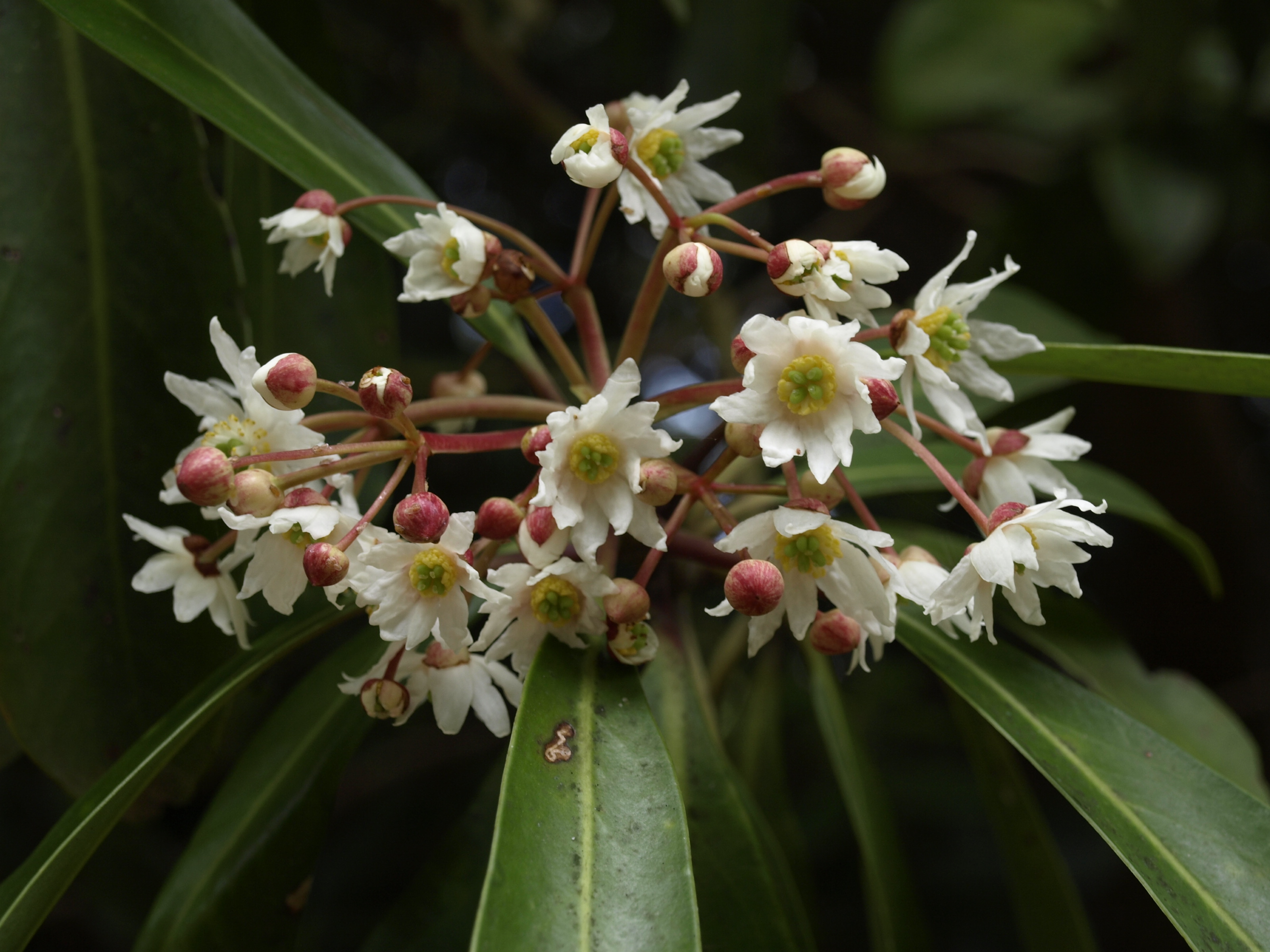
Květenství rozpylce lékařského (Drimys winteri)
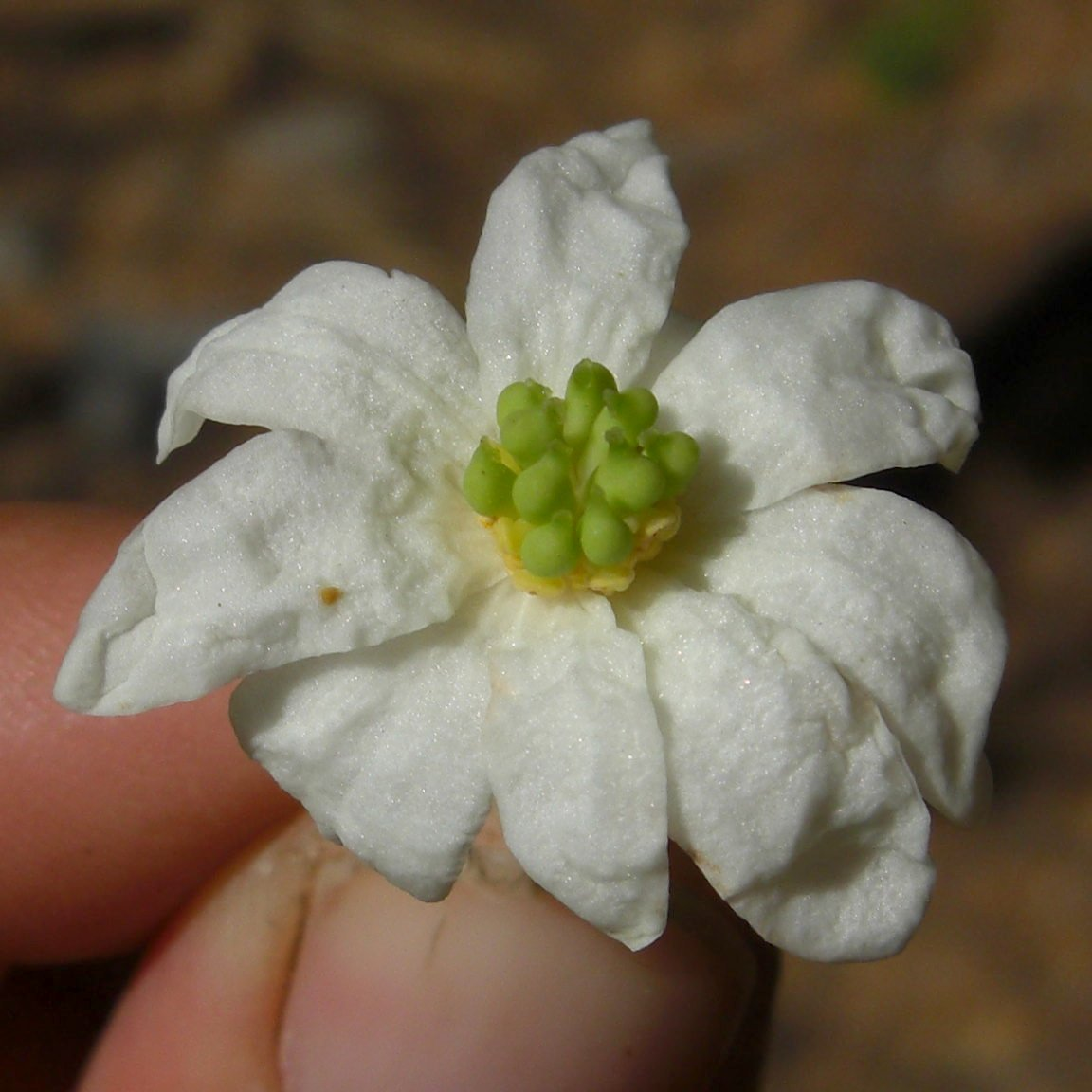
Detail květu Drimys andina
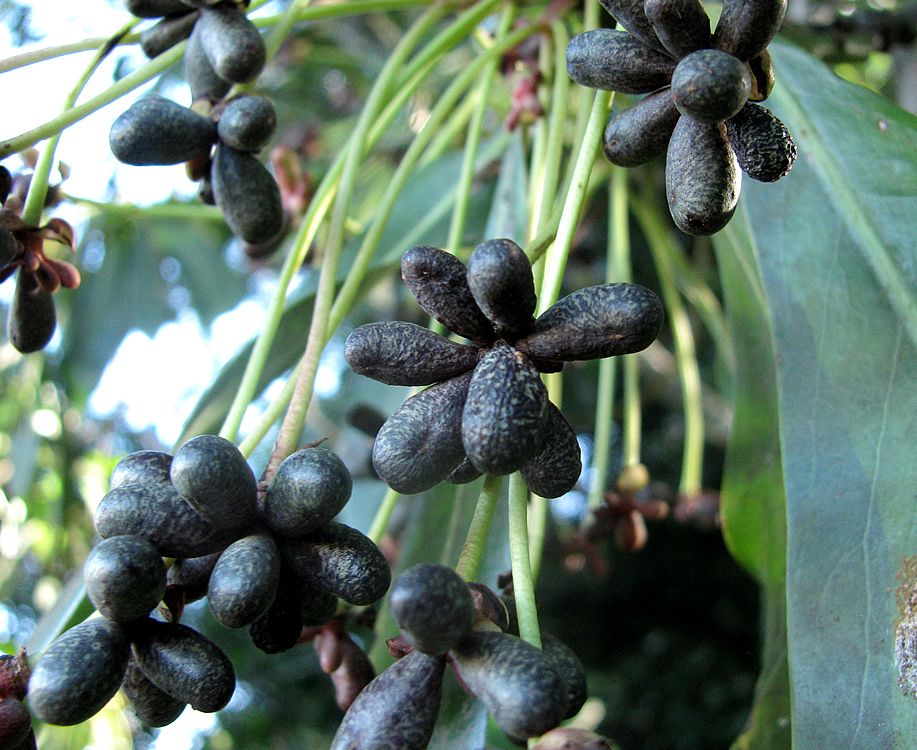
Plody rozpylce lékařského (Drimys winteri)

## Rozšíření
Čeleď winterovité zahrnuje asi 100 druhů v 5 rodech. Je roztroušeně rozšířena ve Střední a Jižní Americe, v Australasii od východní části jihovýchodní Asie po Austrálii, Nový Zéland, Novou Kaledonii a na Madagaskaru. Chybí v kontinentální Africe a Asii. Zástupci čeledi rostou zejména v horských oblastech tropů, v některých oblastech (např. v Jižní Americe) zasahují i do vlhkých oblastí mírného pásu. Nejčastěji rostou v podrostu vlhkých horských lesů, v chladných horských lesích nebo na bažinatých místech.

## Ekologické interakce
Květy jsou opylovány řadou drobnějšího hmyzu, zejména brouky, třásněnkami, můrami a mouchami. Nektar se tvoří pouze u některých zástupců, květy navštěvuje spíše hmyz hledající pyl. Některé druhy rodu Tasmannia jsou opylovány větrem. Semena druhů s dužnatými plody jsou šířena různými obratlovci.

## Taxonomie
Winteraceae jsou předkládány jako čeleď, mající ze všech žijících čeledí krytosemenných rostlin nejvíce starobylých znaků. Soudobá taxonomie se však k této interpretaci nestaví tak jednoznačně. Starobylé znaky se týkají zejména plochých tyčinek primitivního typu, u nichž je prašníková část málo diferenciovaná od nitky, a dřeva postrádajícího pravé cévy.
Rod Tasmannia je některými autory vřazován jako sekce do rodu Drimys.

## Zástupci
- rozpylec (Drimys)[3]

## Význam
Plody druhu Drimys lanceolata zvaného tasmánský pepřovník, jsou používány jako náhrada pepře nebo nového koření.
Rostlina pochází z Austrálie a Tasmánie.
Z českých botanických zahrad je uváděn jediný druh této čeledi, rozpylec lékařský (Drimys winteri) z Pražské botanické zahrady v Tróji.

## Přehled rodů
Drimys,
Pseudowintera,
Takhtajania,
Tasmannia,
Zygogynum